# لورا ديفيس
لورا ديفيس (بالإنجليزية: Laura Davis)‏ (26 نوفمبر 1973 - ) هي لاعبة كرة طائرة الولايات المتحدة.